# David Thompson (calciatore)
David Thompson (Birkenhead, 12 settembre 1977) è un ex calciatore inglese, di ruolo centrocampista.

## Carriera

### Club
Ha sempre giocato nel campionato inglese, vestendo prima la maglia del Liverpool, con il quale esordì nella massima serie inglese nel 1996. Si trasferì allo Swindon Town per poi cambiare squadra per cinque volte, rimanendo sempre nei campionati minori, fino al 2007, anno del ritiro dal calcio giocato.

### Nazionale
Conta 7 presenze con la nazionale Under-21 inglese, con la quale nel 2000 ha partecipato al campionato europeo di categoria.

## Palmarès

### Club

#### Competizioni giovanili
- FA Youth Cup: 1

Liverpool: 1995-1996